# The The
The The est un groupe musical britannique post-punk, formé en 1979 par le chanteur Matt Johnson. Il est actif sous diverses formes depuis, Johnson étant le seul membre constant du groupe. The The obtient des critiques élogieuses et un succès commercial au Royaume-Uni, avec 15 singles classés dans les charts.

## Histoire

### Les débuts
Matt Johnson grandit à Londres au-dessus d'un pub tenu par son père. Son oncle est propriétaire d'un club où se produisent, entre autres, The Kinks et Muddy Waters. Trop jeune pour participer activement au bouillonnement punk, il « s'interroge sur les prolongements esthétiques possibles à donner au mouvement ». Il place des annonces dans le New Musical Express en 1977, à la recherche de musiciens dans le style de Syd Barrett, The Velvet Underground, The Residents et Throbbing Gristle. Tout en tentant de lancer son groupe, il distribue dans des concerts underground une cassette démo de son travail pour se faire connaître. Il enregistre son premier album, Spirits, en 1979 en collaboration avec Colin Lloyd-Tucker du studio De Wolfe Music, resté inédit jusqu'à sa parution en 2020 sous le titre See Without Being Seen.
The The fait ses débuts sur scène à l'Africa Centre de Londres le 11 mai 1979, en ouverture des groupes Scritti Politti et PragVEC. Le groupe n'est alors composé que de Johnson au chant, piano électrique, guitare et bandes enregistrées, et Keith Laws aux synthétiseur et bandes. Le nom « The The » est suggéré par Laws. Simultanément, Johnson travaille avec le combo synth-pop expérimental The Gadgets.
En 1980, Peter Ashworth et Tom Johnston deviennent le batteur et le bassiste du groupe pour une courte durée. Bien que n'y ayant pas participé, ils sont crédités sur le premier single Controversial Subject / Black and White sorti sur 4AD. En format duo, The The donne des concerts avec Wire, Cabaret Voltaire, DAF, This Heat, The Birthday Party et Scritti Politti.
Au début de 1981, The The réalise le titre Untitled pour la compilation Some Bizzare. En septembre de la même année, Johnson et Laws signent un accord avec Some Bizzare Records et sortent le single Cold Spell Ahead. Matt Johnson commence à jouer de tous les instruments lui-même, tandis que Laws part pour poursuivre ses études. Johnson est ensuite signé par Ivo Watts-Russell chez 4AD pour enregistrer un album solo, Burning Blue Soul. Celui-ci sera réattribué des années plus tard à The The. Vers la fin de 1981, Colin Lloyd-Tucker et Simon Fisher-Turner rejoignent le groupe pour une série de concerts acoustiques à Londres.

### Les années solo (1982-1987)
Se libérant des contraintes du groupe, Johnson fait passer The The à un niveau supérieur et passe les années suivantes à collaborer avec un large éventail d'individus créatifs, changeant librement de personnel d'un projet à l'autre. Le single suivant de The The est une réinterprétation de Cold Spell Ahead, désormais intitulé Uncertain Smile. Produit à New York par Mike Thorne, il atteint la 68e place au Royaume-Uni. Cette version met en avant le saxophone et la flûte de Crispin Cioe plutôt que le piano de Jools Holland qui figure sur la version album.
En 1982, le premier album de The The, The Pornography of Despair, est enregistré mais n'est jamais officiellement mixé ni publié. Plusieurs morceaux (Mental Healing Process, Leap into the Wind, Absolute Liberation) sont diffusés par la suite en tant que bonus sur le single This Is the Day. Three Orange Kisses from Kazan et Waitin' for the Upturn (avec Steve James Sherlock à la flûte et au saxophone) datent également de cette époque et apparaissent sur d'autres faces B. Vers 1982, The The joue une série de quatre concerts au Marquee Club avec Marc Almond à la guitare et au chant. Johnson participe également au groupe Marc and the Mambas d'Almond.
The The sort son premier album officiel, le classique Soul Mining, en 1983. Produit par Johnson et Paul Hardiman, il présente la participation de nombreux musiciens, dont le batteur Zeke Manyika d'Orange Juice, Jools Holland au piano, Thomas Leer et J. G. Thirlwell de Foetus, David Johansen des New York Dolls, Harry Beckett et Paul Wickens. Il contient le single This Is the Day, no 71 au Royaume-Uni.
Pour l'album Infected de 1986, The The n'est toujours composé que de Johnson, complété par des musiciens de sessions et des amis tels que Zeke Manyika et les chanteuses Neneh Cherry et Anna Domino. C'est un album engagé politiquement, très critique sur son époque. Il engendre quatre singles classés dans les charts britanniques, notamment Heartland, qui atteint le Top 30. Il est accompagné d'un long métrage, Infected: The Movie, tourné en Bolivie, au Pérou et à New York. Il contient plusieurs clips dirigés par différents réalisateurs, principalement Tim Pope et Peter Christopherson (de Throbbing Gristle).
Tout au long de 1986-1987, Johnson fait de nombreuses tournées dans le monde avec Infected: The Movie, projetant le film dans les salles de cinéma au lieu de donner des concerts. Le film est également diffusé deux fois dans son intégralité sur Channel 4 au Royaume-Uni et sur MTV aux États-Unis. En 1987, sur une proposition de Billy Bragg, Johnson monte un spectacle à Londres avec Manyika, interprétant des versions dépouillées de chansons politiques telles que Heartland, pour soutenir la coalition de musiciens Red Wedge et la campagne électorale du Parti travailliste. Cette expérience convainc Johnson de reconstituer un vrai groupe.

### Retour au groupe (1988-2002)
En 1988, The The est à nouveau un vrai groupe, Johnson ayant recruté l'ex-guitariste des Smiths Johnny Marr, l'ex-bassiste de Nick Lowe James Eller et l'ex-batteur d'ABC David Palmer comme membres à part entière. Cette formation enregistre l'album Mind Bomb avec la chanteuse invitée Sinéad O'Connor. Il comprend le single The Beat(en) Generation, le mieux classé à ce jour. L'album atteint la 4e place du UK Albums Chart. Le claviériste D.C. Collard est ajouté à la formation officielle en 1989 et le groupe entame une longue tournée internationale en 1989-1990 intitulée The The Versus The World. La chanteuse Melanie Redmond y participe pour la partie européenne. Un film live, réalisé par Tim Pope, est tourné au Royal Albert Hall lors des trois derniers concerts.
Some Bizzare publie l'album Dusk en 1993, qui se classe no 2 en Angleterre, suivi d'une autre tournée mondiale, Lonely Planet, au cours de laquelle la composition du groupe est remaniée ; Marr et Eller sont remplacés par le guitariste Keith Joyner, le bassiste Jared Michael Nickerson et l'harmoniciste Jim Fitting, après que Johnson a déménagé le groupe aux États-Unis. Palmer se retire au milieu de la tournée et est remplacé par l'ancien batteur de Stabbing Westward, Andy Kubiszewski.
Le groupe est la tête d'affiche du festival de Reading en 1993.
Un autre long métrage, From Dusk Til Dawn, toujours réalisé par Tim Pope, est tourné à la Nouvelle-Orléans et à New York. Johnson et Johnny Marr y présentent divers personnages de la scène underground new-yorkaise tels que la sexologue Annie Sprinkle, l'écrivain et conteur Quentin Crisp, le fondateur des Guardian Angels Curtis Sliwa et l'acteur porno Rick Savage.
Hanky Panky, l'album de 1995, est entièrement composé de reprises de Hank Williams. Il est enregistré par un nouveau groupe composé de Johnson, Collard, Fitting, de l'ancien guitariste d'Iggy Pop Eric Schermerhorn, de la future bassiste de David Bowie Gail Ann Dorsey (auparavant bassiste de Tears for Fears) et du batteur Brian MacLeod. Un album expérimental intitulé Gun Sluts est enregistré en 1997, mais n'est pas publié, car jugé « anticommercial » par le label. The The rompt alors sa relation de dix-huit ans avec Sony et va chez Interscope, sur le label Nothing Records de Trent Reznor.
En 2000, The The, désormais composé de Johnson, Schermerhorn, du bassiste Spencer Campbell et du batteur Earl Harvin, publie NakedSelf et se lance dans une nouvelle tournée internationale de 14 mois. Mis à part des bandes originales de films, NakedSelf est le dernier album studio de The The à ce jour. Cette formation enregistre deux chansons inédites, Deep Down Truth, avec Angela McCluskey au chant, et Pillar Box Red, sorties en 2002 sur la compilation 45 RPM: The Singles of The The. En juin 2002, le groupe fait une apparition unique au Meltdown Festival en tant qu'invité de David Bowie. Il s'agit de la dernière représentation en public de The The.

### Hiatus (2003-2017)
Dans les années qui suivent, le groupe se compose uniquement de Johnson et de son ami et collaborateur de longue date J. G. Thirlwell, alias Foetus, et du jeune réalisateur Benn Northover. À partir de 2003, Johnson se tient à l'écart du public et se concentre principalement sur le travail de la bande sonore, illustrant de nombreux films documentaires, de fiction ou des installations artistiques. Des musiques de The The ont été choisies pour illustrer des films tels que Decoder de Jürgen Muschalek, Nowhere de Gregg Araki ou Judge Dredd de Sylvester Stallone, ce qui incite Johnson à se lancer dans l'écriture de bandes originales de films.
Il compose pour les documentaires du réalisateur anglais Nichola Bruce, One Man Show: Dramatic Art of Steven Berkoff en 1995 et Moonbug, sur les alunissages d'Apollo, prix spécial du jury au Festival international du film de Houston en 2011. Il travaille sur les films Best Wishes Bernhard, Snapshots From Reality, Going Live, The Island Amid the Worlds, Bilder av Dina et Penthouse North de sa compagne, la cinéaste suédoise Johanna St Michaels, Tony et Hyena de son frère Gerard Johnson, Je t'aime Infiniment de Corine Shawi et Nikolaj Bendix Skyum Larsen, et End of Season du même Larsen. Ces musiques font l'objet de plusieurs albums de bandes originales appelés Cinéola series.
En mai 2007, The The sort un nouveau single, Mrs. Mac, uniquement en téléchargement sur son site Web. Le morceau est une chanson autobiographique sur le premier jour d'école de Johnson lorsqu'il était enfant à Stratford, dans l'est de Londres. Tous les instruments et le chant sont interprétés par Johnson. Dans la foulée est annoncée la sortie d'un nouvel album intitulé The End of the Day , qui doit contenir des reprises de The The par les musiciens préférés par Matt Johnson, comme Elysian Fields, J.G. Thirlwell, Elbow, Rob Ellis, John Parish, Meja, Angela McCluskey ou Paul Webb, mais celui-ci ne sort pas avant plusieurs années.
La chanson This is the Day est utilisée dans plusieurs campagnes publicitaires (Levi's, M&M's, Amazon), dans le film I Feel Pretty (2018) et dans des séries télévisées. Elle est reprise en 2011 par le groupe britannique Manic Street Preachers.
Au fil du temps, Matt Johson crée également plusieurs médias pour diffuser son travail : le label Cinéola pour publier ses musiques de films sous forme de CD, Radio Cinéola, une webradio présentant ses travaux en cours, y compris de nombreuses collaborations avec d'autres musiciens, DJ, compositeurs, poètes, photographes…  et Fifty First State Press, une maison d'édition.

### Reformation et nouveau matériel (2017-2023)
A l'occasion du Record Store Day 2017, The The sort un nouveau single intitulé We Can't Stop What's Coming, en collaboration avec Johnny Marr. Un nouveau coffret triple vinyle, Radio Cineola: Trilogy, contenant The End of the Day, The Inertia Variations et Midnight to Midnight paraît en 2017 en édition limitée. On y trouve des reprises de The The par d'autres artistes, un poème de John Tottenham et des interviews.
En 2018, 31 concerts ont lieu principalement au Royaume-Uni, en Europe (Irlande, Suède, Danemark et Portugal), aux États-Unis et à l'Opéra de Sydneydurant le "Comeback Special Tour".
En janvier 2021 sort la bande originale du film Muscle réalisé par Gerard Johnson. Le premier morceau de cet EP est I Want 2 B U, une nouvelle chanson sortie en single pour le Record Store Day 2020. Un album live enregistré au Royal Albert Hall en 2018, The Comeback Special, est publié le 29 octobre 2021.
Le 24 février 2023, The The sort un nouveau single format 45 tours intitulé $1 One Vote! avec Mrs Mac en face B (titre déjà sorti en téléchargement en 2007, mais sans version physique l'époque). Pour ce nouveau single, on retrouve le dernier line-up de la tournée Comeback Special, Earl Harvin à la batterie, Barrie Cadogan et Gillian Glover aux chœurs, et le retour d'Eric Schermerhorn à la guitare.
Fin 2023, The The annonce une nouvelle tournée, la 1ère depuis le "Comeback Special Tour" de 2018 qui se déroulera en septembre 2024 pour l'Europe (Royaume-uni, Allemagne, Pays-bas, Pays Scandinaves), en octobre aux États-Unis et en novembre 2024 en Australie/Nouvelle-Zélande sous le nom de "Ensouled World Tour".

### Nouvel album Ensoulment (2024-présent)
Le 17 mai 2024, The The annonce la sortie de son 7ème album intitulé Ensoulment à paraitre le 6 septembre 2024, et révèle la sortie du 1er  single dont il est extrait : "Cognitive Dissident". Un second extrait intitulé "Linoleum Smooth To The Stockinged Foot" parait le 11 juillet 2024.
C'est le premier album studio de The The composé de chansons originales depuis près d'un quart de siècle, le dernier album Nakedself datant de février 2000.
Un troisième single intitulé « Some Days I Drink My Coffee By The Grave Of William Blake » sort le 29 août 2024 pour le début de l'Ensouled World Tour, tournée durant laquelle The The joua l'intégralité de son album Ensoulment dans la 1re partie du show.
Le quatrième single de l’album Ensoulment de The The est un « double A-Single » contenant les morceaux « Risin’ Above The Need » et « Where Do We Go When We Die? » qui sortent sur toutes les plateformes digitales le 6 novembre 2024. Une version est disponible en édition limitée en vinyle le 13 décembre. Matt Johnson justifie ce choix en pointant ces 2 titres comme étant les plus plébiscités parmi ceux du nouvel album durant l'Ensouled World Tour.
Les deux pochettes présentent des illustrations exclusives et inédites du défunt frère de Matt Johnson, Andrew, alias Andy Dog, qui, au fil des années, fut le dépositaire du style esthétique distinctif des pochettes des publications de The The tout au long de sa carrière.
Au cours de la tournée, Eric Schermerhorn rejoint le groupe sur la scène du Shrine Auditorium de Los Angeles, le 8 novembre 2024 sur trois titres « The Whisperers » « Love is Stronger Than Death» et « Dogs of Lust »
Le 27 novembre 2024 signe la fin de l'Ensouled World Tour après une tournée de plus de trois mois, pour sa première phase.
Le 4 décembre, le groupe annonce la seconde et dernière phase de l'Ensouled World Tour concentrée sur les mois de juin et juillet 2025, exclusivement en Europe.
Quelques jours avant que ne débute cette nouvelle tournée européenne, The The sort le 6 juin 2025 en numérique (11 juillet, en physique) une nouvelle version de Slow Emotion Replay (single extrait de l'album Dusk en 1993) intitulé cette fois Slow Emotion Replayed. La session d'enregistrement a été réalisée au Studio Cinéola, à Londres, avec Matt Johnson à l'omnichord et au chant, Barrie Cadogan à la guitare électrique et aux chœurs, James Eller à la basse et Gillian Glover aux chœurs. La face B du vinyl qui accompagne ce nouveau single s'intitule Crow Commotion Displayed. Sur la version CD, on peut retrouver l'intégralité des faces B provenant des singles issus d'Ensoulment.
Durant cette tournée européenne, Johnny Marr rejoint The The sur la scène du Forever Now Festival de Milton-Keynes, le 22 juin 2025 pour deux titres : « The Beat(en) Generation » et « Dogs of Lust ». L'ex-guitariste de The The n'avait plus joué avec le groupe depuis 1990 et le The The Versus The World Tour. Enfin, l'ancien batteur de The The, Zeke Manyika, période Soul Mining (1983), monte sur la scène du Bataclan pour ajouter un peu de fantaisie au jeu de scène sur « Infected » et « Lonely Planet » et reprendre au chant, le dernier rappel du concert parisien, « Giant », le 26 juin 2025.
Un cinquième et probable dernier single extrait d'Ensoument intitulé « Kissing The Ring of POTUS », parait le 8 août 2025 sur la plupart des plateformes de streaming, près d'un an après la sortie de l'album.« Kissing The Ring of POTUS » est un morceau très politique et atmosphérique, imprégné de méfiance, de domination des superpuissances, et de coercition. On retrouve là un classique des compositions de The The : provocateur, cérébral et résolument critique.

## Membres du groupe
La composition du groupe varia beaucoup autour de la figure centrale de Matt Johnson, chanteur et guitariste.

### 1980-1981
- Matt Johnson : voix, multi-instruments
- Bruce Gilbert : guitare, piano
- Graham Lewis : guitare, piano

### 1983
- Matt Johnson : chant, guitare
- Keith Laws : claviers
- Jools Holland (claviériste invité) en 1982 pour Uncertain Smile
- Zeke Manyika : batterie

### 1986
- Matt Johnson : chant, guitare, claviers, percussion
- Dave Palmer : batterie
- Luís Jardim – percussion

Matt Johnson collabore aussi avec Neneh Cherry, Anne Dudley (Art of Noise) et Roli Mosimann (Swans) pour l'album Infected.

### 1989–1993
- Matt Johnson
- Johnny Marr (ex-guitariste des Smiths)
- James Eller : basse
- D.C. Collard : claviers
- Dave Palmer : batterie

### 1995
- Matt Johnson
- Eric Schermerhorn : guitare (collabore aussi avec David Bowie et Iggy Pop)
- D.C. Collard : claviers
- Jim Fitting : harmonica
- Brian MacLeod : batterie
- Gail Ann Dorsey : basse (collabore aussi avec Tears for Fears, David Bowie et Lenny Kravitz)

### 2000
- Matt Johnson
- Eric Schermerhorn : guitare
- Spencer Campbell : basse, chœurs
- Earl Harvin : batterie (collabore aussi avec Tindersticks sur l'album Falling Down a Mountain)

### 2018-2025
- Matt Johnson
- Barrie Cadogan : guitare (collabore aussi avec Primal Scream, The Chemical Brothers, Liam Gallagher)
- James Eller : basse
- D.C. Collard : claviers
- Earl Harvin : batterie*

*remplacé par Chris Whitten pour l'Ensouled World Tour 2024 sur la 2e moitié des concerts européens, puis pour les États-Unis et l'Australie/Nouvelle-Zélande, Earl Marvin étant engagé avec les Tindersticks, mais présent sur l'Ensouled World Tour 2025.

## Discographie

### Albums studio
- 1981 : Burning Blue Soul
- 1983 : Soul Mining
- 1986 : Infected
- 1989 : Mind Bomb
- 1993 : Dusk
- 1995 : Hanky Panky (Album de reprises d'Hank Williams)
- 2000 : NakedSelf
- 2020 : See Without Being Seen (originellement enregistré en 1979)
- 2024 : Ensoulment

### Compilations & Live
- 1993 : Solitude
- 2002 : 45 RPM: The Singles of The The
- 2011 : Playlist: The Very Best of The The
- 2021 : The Comeback Special: Live at the Royal Albert Hall (Concert enregistré le 5 juin 2018)

### Bandes originales
- 2011 : Tony: London Serial Killer (film de Gerard Johnson)
- 2012 : Moonbug
- 2015 : Hyena

### Singles
- 1980 : Controversial Subject / Black and White
- 1981 : Cold Spell Ahead / Hot Ice
- 1982 : Uncertain Smile
- 1983 : Perfect
- 1983 : This Is the Day
- 1986 : Sweet Bird of Truth
- 1986 : Heartland
- 1986 : Infected
- 1987 : Slow Train to Dawn
- 1989 : The Beat(en) Generation
- 1989 : Gravitate to Me
- 1989 : Armageddon Days Are Here (Again)
- 1990 : Jealous of Youth
- 1993 : Dogs of Lust
- 1993 : Slow Emotion Replay
- 1993 : Love Is Stronger than Death
- 1994 : Dis-infected
- 1995 : I Saw the Light
- 2000 : Shrunken Man
- 2007 : Mrs Mac
- 2017 : We Can't Stop What's Coming
- 2020 : I Want 2 B U
- 2023 : $1 One Vote!
- 2024 : Cognitive Dissident
- 2024 : Linoleum Smooth To The Stockinged Foot
- 2024 : Some Days I Drink My Coffee By The Grave Of William Blake
- 2024 : Risin’ Above The Need
- 2024 : Where Do We Go When We Die?
- 2025 : Slow Emotion Replayed